# Джеремі Лондон
Джеремі Майкл Лондон (англ. Jeremy Michael London; нар. 7 листопада 1972) — американський актор. Найвідоміший ролями в телесеріалах Нас п'ятеро, 7-е небо та Я втечу, головною роллю у комедійному фільмі «Тусовщики з супермаркету» 1995 року.

## Раннє життя
Лондон народився в Сан-Дієго, штат Каліфорнія. Його мати Деббі (до шлюбу Озборн) працювала офіціанткою, а батько Френк Лондон — бляхарем. Виховувався в місті ДеСото, штат Техас. Його брат-близнюк Джейсон старший на 27 хвилин і є також актором. Джеремі працював здебільшого на телебаченні, тоді як Джейсон вибрав кар'єру в повнометражних фільмах.

## Особисте життя
Лондон та його дружина Меліса Каннінгем одружилися у вересні 2006 р. Вони розлучились через п'ять років. У них є син на ім'я Лірік. Лондон одружився з Джульєттою Рівз 3 червня 2014 року, у них є син Ваятт, який народився в червні 2014 року.

## Вибрана фільмографія
| Рік       |    | Українська назва         | Оригінальна назва                  | Роль                                 |
| --------- | -- | ------------------------ | ---------------------------------- | ------------------------------------ |
| 1991—1993 | с  |                          | I'll Fly Away                      | Натаніель Бедфорд (38 серій)         |
| 1995      | ф  | Нянька                   | The Babysitter                     | Джек                                 |
| 1995      | ф  | Тусовщики з супермаркету | Mallrats                           | Квінт                                |
| 1995—2000 | с  | Нас п'ятеро              | Party of Five                      | Гріффін Голбрук (89 серій)           |
| 1998      | тф | Подорож до центру Землі  | Journey to the Center of the Earth | Джонас Літтон                        |
| 2001      | с  | За межею можливого       | The Outer Limits                   | Кріс (серія «Flower Child»)          |
| 2002—2004 | с  | Сьоме небо               | 7th Heaven                         | Чендлер Гемптон (37 серій)           |
| 2003      | ф  | Боги і генерали          | Gods and Generals                  | капітан Александер Пенндлетон        |
| 2004      | с  | Розслідування Джордан    | Crossing Jordan                    | Луїс Джеффріс (серія «Out of Sight») |
| 2009      | ф  | Термінатори              | The Terminators                    | Курт                                 |
| 2010      | тф | Інопланетний супротивник | Alien Opponent                     | Бруклін Девіс                        |
| 2016      | с  | Новий агент Макгайвер    | MacGyver                           | Чак Лавсон (серія «Pliers»)          |